# 히라노역 (효고현)
히라노역(일본어: 平野駅, ひらのえき)은 일본 효고현 가와니시시에 있는 노세 전철 묘켄 선의 역이다. 역 번호는 NS07이다.

## 역사
역명의 유래는 이 땅에 "히라노"라는 큰 개펄이 있고 고대부터 히라노로 불렸던 것을 연유한다.
- 1913년 4월 13일: 영업 개시.
- 1966년 1월: 현재 위치로 이전.
- 1969년 10월 5일: 우그이스노모리 ~ 당역 구간 복선화.
- 1973년 4월 1일: 당역 ~ 이치노토리이 역 구간 복선화.
- 1981년 3월: 교상 역사화.

## 역 구조
혼합식 승강장 2면 3선의 교상역이다.
2010년에 배리어 프리화 공사가 완성되어 엘리베이터, 다기능 화장실, 계단 2단식 손잡이가 새로 설치되었다.
역 밖에는 슬로프도 있지만 역 북서쪽(버스 터미널 및 국도 제173호선 쪽)에만 설치되어 역 동쪽에는 설치되지 않았다.
개찰의 바로 밖에는 노세 전철 직영 매점이 있어 휴일 이외에만 영업을 한다.
1번 선의 가와니시노세구치 방향(역 구외)에는 노세 전철의 운송 사무소를 두었고 1번 선에서도 계단으로 출입할 수 있다. 2층의 조역실에는 선 내에서 회수된 분실품들이 보관되고 있다.
유효 길이는 1,2번 선이 8대, 3번 선이 6량 편성분이다. 대합실은 섬식 승강장(2,3번 선) 부분에 설치되어 있다.
통상으로는 1,2번 선이 사용된다. 3번 선은 당역을 시・종착하는 열차, 아침 러시아워의 특급 "닛세이 익스프레스" 대피 열차에 사용된다. 노세 전철 선 내에서 완급 접속이 이루어지는 것은 당역 뿐이다. 또한, 3번 선은 히라노 차고지와 연결되어 차량 점검 시의 입환 작업 시 사용된다.

### 승강장
| 1 | ■ 묘켄 선 | 야마시타・묘켄구치・닛세이추오 방면                                   |
| 2 | ■ 묘켄 선 | 가와니시노세구치・다카라즈카・우메다 방면                             |
| 3 | ■ 묘켄 선 | 야마시타・묘켄구치・닛세이추오 방면(당역 시발)・가와니시노세구치 방면 |

## 역 주변
노세 전철 본사 등 회사의 중추를 이루는 시설이 집적하고 주택지가 확산되어 있다.
- 노세 전철 본사・히라노 차고・운전 지령실
- 교리쓰온센 병원
- 미쓰야 기념관
- 코난 가와니시 히라노점
- 패션 센터 시마무라 가와니시점
- 다다 신사
- 다다 그린 하이츠
- 효고 현립 가와니시미도리다이 고등학교
- 가와니시 미도리다이 우체국
- 국도 제173호선(노세 가도)
- 시오 강

## 인접역
| 노세 전철 ■ 묘켄 선               | 노세 전철 ■ 묘켄 선        | 노세 전철 ■ 묘켄 선             |
| --------------------------------- | -------------------------- | ------------------------------- |
| NS01 가와니시노세구치 우메다 방면 | ■ 특급 "닛세이 익스프레스" | 우네노 NS09 닛세이추오 방면     |
| NS06 다다 우메다 방면             | ■ 보통                     | 이치노토리이 NS08 묘켄구치 방면 |